# Koncerty brandenburskie

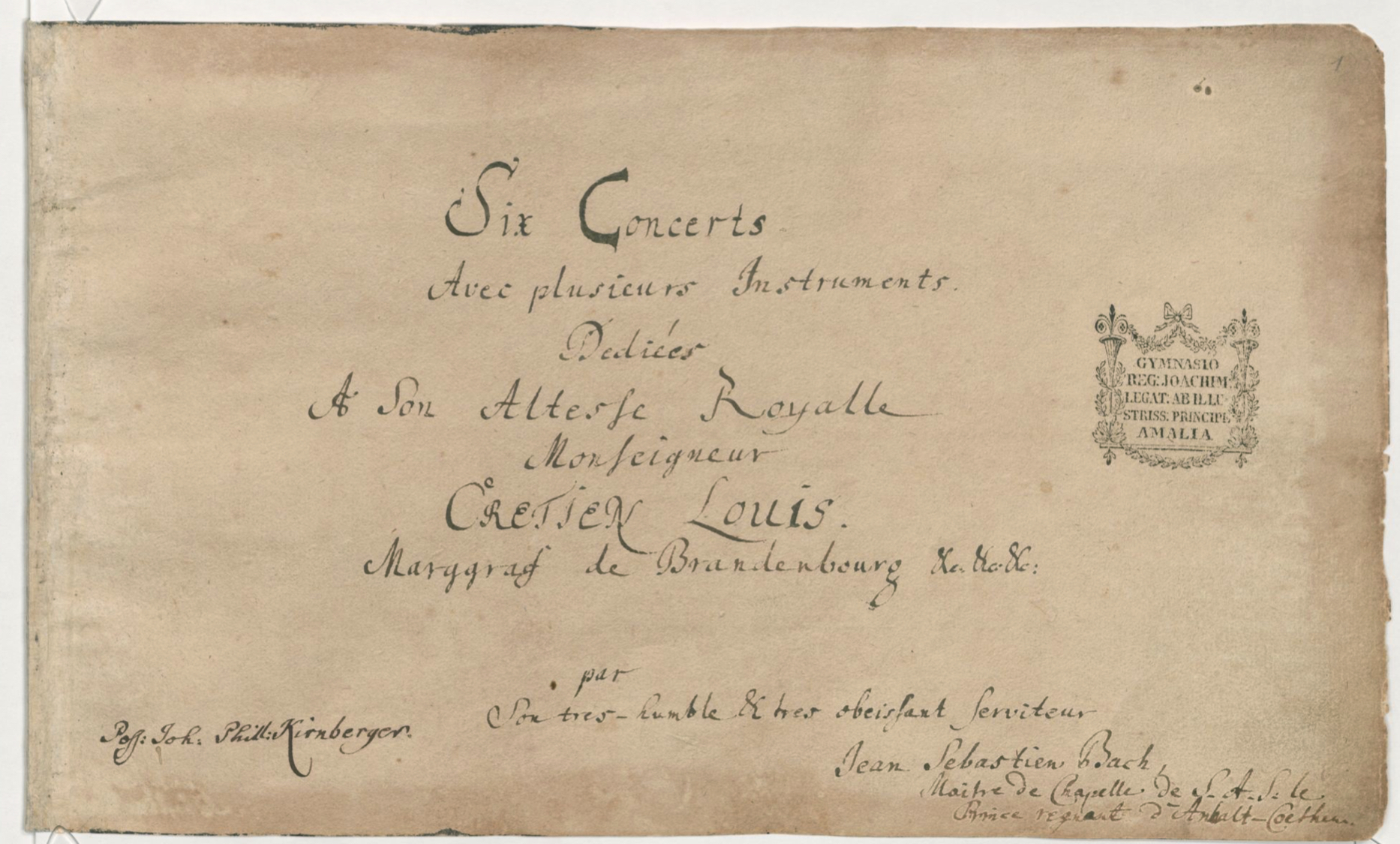
Strona tytułowa Koncertów brandenburskich

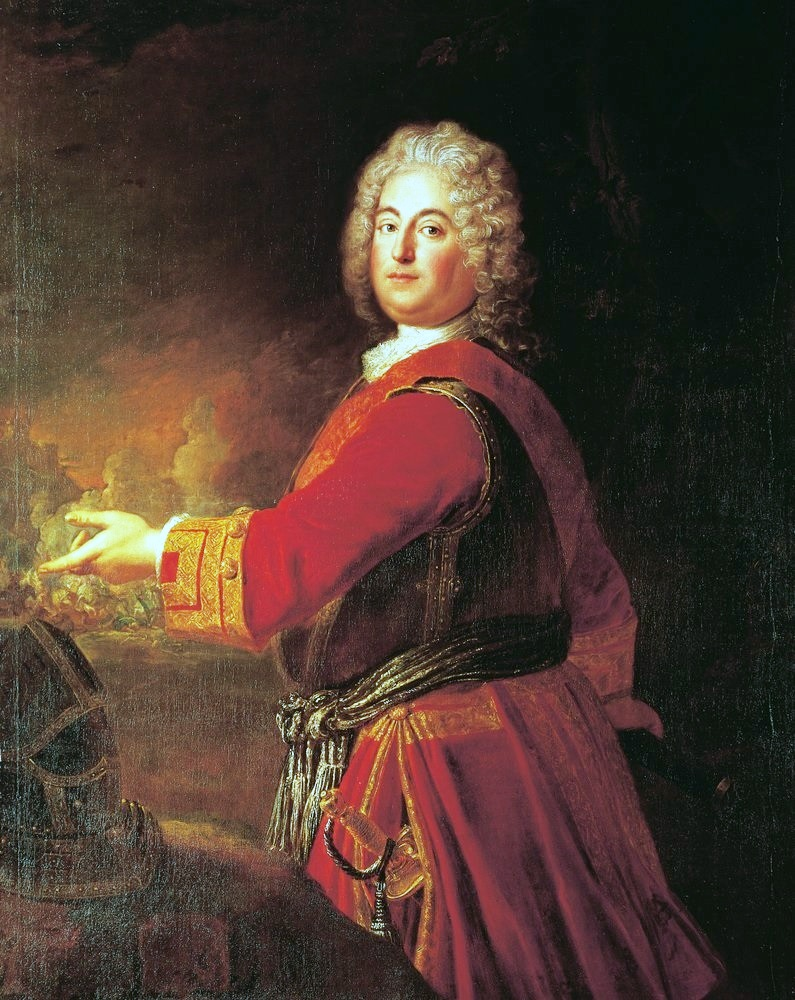
Christian Ludwig Markgraf von Brandenburg-Schwedt, któremu zadedykowane zostały Koncerty brandenburskie

Koncerty brandenburskie (BWV 1046–1051) – zbiór sześciu koncertów barokowych skomponowanych przez Johanna Sebastiana Bacha, które ofiarował on margrabiemu Brandenburgii Christianowi Ludwigowi w 1721. Były skomponowane prawdopodobnie w latach 1718-1721. Stanowią przykład concerti grossi.

## Historia powstania

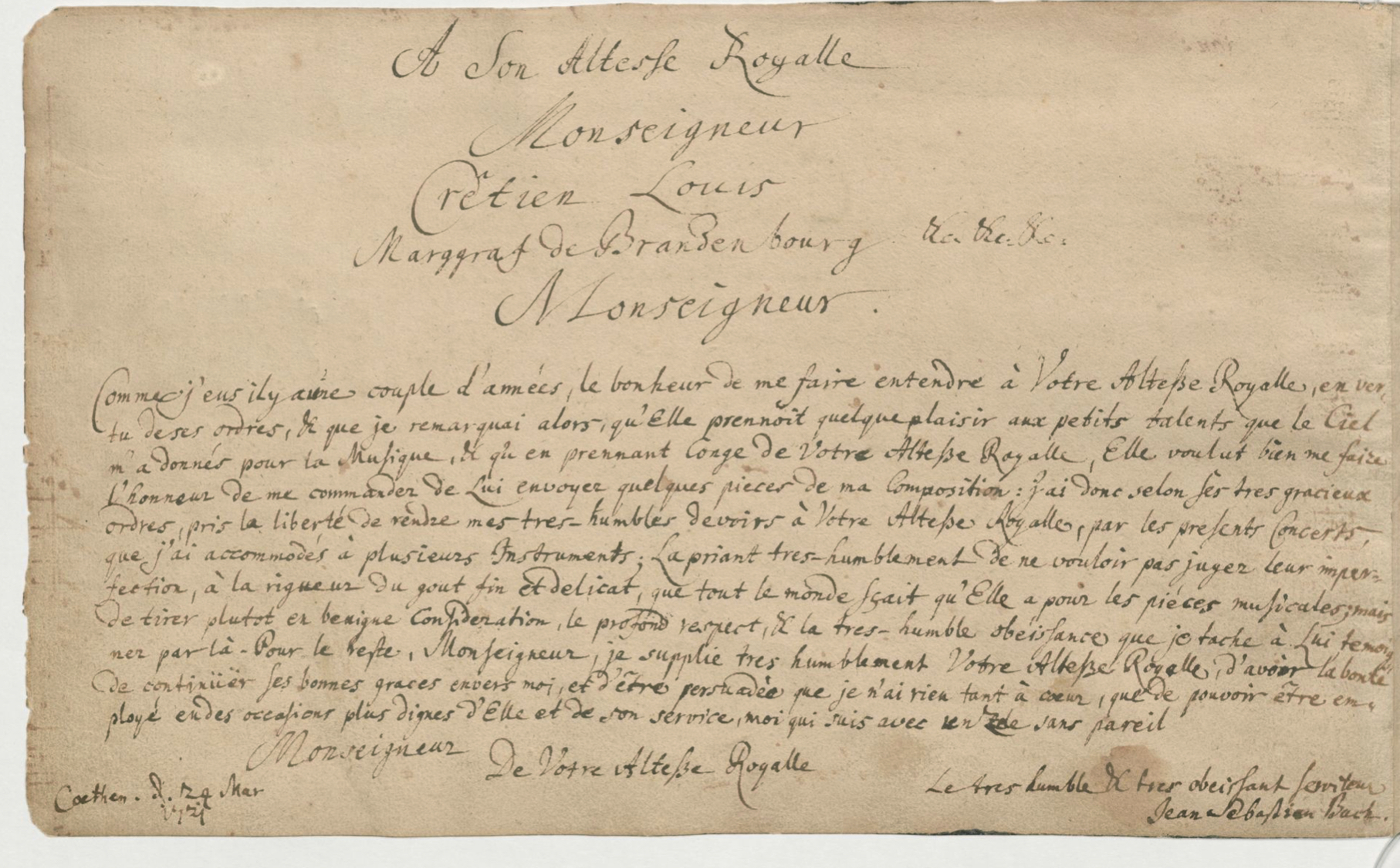
Dedykacja na karcie tytułowej Koncertów brandenburskich, w języku francuskim.

W 1721 Bach, prawdopodobnie znużony trzema latami małomiasteczkowej pracy w roli kapelmistrza, 24 marca ofiarował i zadedykował zbiór koncertów melomanowi, margrabiemu Brandenburgii Christianowi Ludwigowi. Zbiór ten skomponował prawdopodobnie już wcześniej w Köthen, jednakże dla margrabiego, miłośnika języka francuskiego, opatrzył go dodatkowo francuskim tytułem Six Concerts avec plusieurs instruments. Bach liczył prawdopodobnie na posadę u margrabiego, jednakże tak się nie stało. Nieznana jest ani reakcja na te koncerty, ani ewentualne wynagrodzenie. Koncerty odnaleziono po śmierci margrabiego w skrzyni pełnej nut i sprzedano za 24 grosze. Odkryto je ponownie w XIX wieku w archiwum Brandenburgii.
Swoją obecną nazwę Koncerty brandenburskie zawdzięczają pierwszemu biografowi Bacha, Johannowi Nikolausowi Forkelowi, który w napisanej przez siebie biografii tak właśnie je nazwał w 1802.
Pod względem muzycznym koncerty te niewiele łączy. Tytuł wskazuje jedynie, że zostały, być może w sposób zamierzony, napisane na możliwie wiele różnych zespołów, o różnym składzie.

### Poszczególne koncerty

#### I Koncert brandenburski F-dur
Tytuł w manuskrypcie Bacha: Concerto 1mo à 2 Corni di Caccia, 3 Hautb: è Bassono, Violino Piccolo concertato, 2 Violini, una Viola è Violoncello, col Basso Continuo.
Części:
I. (Allegro)
II. Adagio
III. Allegro
IV. Menuet: Trio I; Polonez (Polacca); Trio II
Obsada:
2 rogi da caccia, 3 oboje, fagot oraz skrzypce piccolo solo, oraz dwoje skrzypiec, altówka, wiolonczela i basso continuo.
Jest to jedyny koncert w tym zbiorze składający się nie z trzech, lecz z czterech części, który po pierwszych trzech częściach zamienia się w małą suitę. Ostatnia część to rozbudowana i relaksacyjna sekwencja, składająca się z menueta, którego czterokrotne powtórzenia przedzielone są przez trio lub poloneza. Wcześniejsza wersja tego koncertu zachowała się jako Sinfonia BWV 1046a (bez violino piccolo) i była wstępem do kantaty BWV 208.
Czas trwania: ok. 23 min.

#### II Koncert brandenburski F-dur
Tytuł w manuskrypcie Bacha: Concerto 2do à 1 Tromba, 1 Flauto, 1 Hautbois, 1 Violino, concertati, è 2 Violini, 1 Viola è Violone in Ripieno col Violoncello è Basso per il Cembalo.
Części:
I. (Allegro)
II. Andante
III. Allegro assai
Obsada:
Concertino: trąbka clarino F, flet prosty altowy, obój i skrzypce.
Ripieno: 2 skrzypiec, altówka, violone i basso continuo.
Czas trwania: ok. 12 min.

#### III Koncert brandenburski G-dur
Tytuł w manuskrypcie Bacha:  Concerto 3zo a tre Violini, tre Viole, è tre Violoncelli col Basso per il Cembalo.
Części:
I. (Allegro)
II. Adagio
III. Allegro
Obsada:
3 skrzypiec, 3 altówki, 3 wiolonczele i basso continuo.
Drugą część tego koncertu stanowi jedynie jeden takt, wypełniony przez dwa akordy, które tworzą kadencję frygijską, stanowiących podstawę harmoniczną dla kadencji improwizowanej przez solistów. Czasami w trakcie wykonań ta część zastępowana jest drugą częścią Sonaty na skrzypce i basso continuo G-dur , BWV. 1021, jako że zawiera ona w końcowych akordach identyczną kadencję frygijską.
Czas trwania: ok. 12 min.

#### IV Koncert brandenburski G-dur
Tytuł w manuskrypcie Bacha:  Concerto 4to à Violino Principale, due Fiauti d'Echo, due Violini, una Viola è Violone in Ripieno, Violoncello è Continuo.
Części:
I. (Allegro)
II. Andante
III. Presto
Obsada:
Concertino: skrzypce, 2 altowe flety proste;
Ripieno: 2 skrzypiec, altówka, violone i basso continuo.
We współczesnych wykonaniach flety proste są czasami zastępowane przez flety poprzeczne.
Czas trwania: ok. 17 min.

#### V Koncert brandenburski D-dur
Tytuł w manuskrypcie Bacha: Concerto 5to à une Traversiere, une violino principale, une violino è una Viola in Ripieno, Violoncello, Violone è Cembalo Concertato.
Części:
I. Allegro
II. Affetuoso
III. Allegro
Obsada:
Concertino: flet, skrzypce, klawesyn;
Ripieno: skrzypce,  altówka, wiolonczela, violone, (klawesyn wykonujący w odcinkach tutti partię basso continuo).
W partiach solowych Bach wykorzystuje popularny skład zespołu kameralnego: flet, skrzypce i klawesyn. Uważa się, że koncert ten został napisany w 1719, wkrótce po sprowadzeniu przez Bacha z Berlina nowego klawesynu dla zespołu w Köthen. Koncert ten jest predysponowany do ukazania piękna gry na klawesynie, szczególnie w długiej i ozdobnej solowej kadencji pierwszej części. Jest prawie pewne, że Bach, uważany za wielkiego wirtuoza w swoich czasach, był solistą w trakcie premierowego wykonania. Badacze widzą w tym dziele pierwszy koncert klawesynowy w historii muzyki, formę rozwiniętą później w dziełach Bacha, jak również w koncertach klawesynowych i fortepianowych jego syna, C.Ph.E. Bacha, koncertach fortepianowych Haydna, Mozarta, Beethovena i wielu innych twórców.
Koncert ten idzie w ślad za tradycją concerto grosso. Partia solowa skrzypiec jest poprowadzona wirtuozowsko. Część końcowa to znakomita fuga.
Czas trwania ok. 22 min

#### VI Koncert brandenburski B-dur
Tytuł w manuskrypcie Bacha: Concerto 6to à due Viole da Braccio, due Viole da Gamba, Violoncello, Violone e Cembalo.
Części:
I. (Allegro)
II. Adagio ma non tanto
III. Allegro
Obsada: 2 viole da braccio, 2 viole da gamba, wiolonczela, violone, klawesyn.
W tym koncercie Bach przeciwstawia sobie dwa tria smyczkowe, różniące się nieco barwą. Koncert ten ze swoją ciemną barwą, pozbawioną dźwięku skrzypiec, przypomina wczesną muzykę konsortów.
Czas trwania: ok. 18 min.

### Inne
Koncerty brandenburskie, a zwłaszcza II, III, IV i V nie tracą na popularności i są często wykonywane i nagrywane. Główne orkiestry symfoniczne grywają je rzadziej niż w przeszłości, a stają się one domeną zespołów muzyki dawnej.
Wielokrotnie muzyka tę wykorzystywano w filmach i programach telewizyjnych. Urywek II Koncertu brandenburskiego został umieszczony w sondach kosmicznych Voyager na dysku Golden Record.

#### Słynne nagrania
- Wendy Carlos nagrała wszystkie te koncerty na syntezatorze, szczególnie III Koncert (umieszczony na jej płycie Switched-On Bach w 1968) i IV Koncert (płyta The Well-Tempered Synthesizer). Pianista kanadyjski Glenn Gould określił jej nagranie IV Koncertu jako najznakomitsze wykonanie jakie słyszał.